# Anders Jonsson (journalist)
Ulf Anders Jonsson, född 1957 i Arbrå, är en svensk journalist och kolumnist. Han har huvudsakligen arbetat som politisk reporter och kommentator på nyhetsplats. Han är också engagerad i travsporten som kolumnist, skribent och som ägare, uppfödare och tränare av travhästar.
Anders Jonsson började sin journalistiska bana på A-pressens Stockholmredaktion 1981-1985. Därefter arbetade han som kanslihusreporter hos Svenska Dagbladet 1985-1987 och därefter som Veckans affärers politiske reporter 1987-1989. Sedan blev han politisk reporter på Sveriges Radios ekoredaktion och så småningom politisk kommentator och inrikeschef. Under tiden hos Sveriges Radio medarbetade Jonsson även i Studio Ett, P1-morgon, Godmorgon världen och diverse andra program.
Vid millennieskiftet 2000 valde Anders Jonsson att bli frilans och var först knuten till SvD som politisk kommentator, därefter kolumnist i Dagens industri under några år för att sedan återvända som kommentator i SvD. 2005 blev Jonsson chefredaktör för Dalarnas Tidningar en kort period. Därefter var han frilans för Veckans affärer, Affärsvärlden och Fokus. Tillsammans med Robert Aschberg var han också programledare för programserien Kontrollkommissionen som sändes i TV 8 2005. Inför valet 2006 kontrakterade Expressen honom som politisk kommentator på nyhetsplats. 
Efter valet 2010 började Anders Jonsson som presschef på akademikernas centralorganisation där han också var senior rådgivare innan han slutade 2016 för att återgå till frilansverksamhet inom journalistiken och till engagemang inom travsporten som ordförande i Dalarnas Travsällskap, ledamot i Svensk Travsports styrelse samt i Avelsföreningen för den svenska varmblodstravarens styrelse och den egna hästgården i Falun som uppfödare och tränare. 
Han har ett förflutet inom SSU, där han började som ombudsman på 1970-talet. 
Anders Jonsson är gift med Lena Erixon och har två barn.